# Luigi Gastaldi
Luigi Gastaldi (Canneto Pavese, 19 gennaio 1939) è un politico italiano.

## Biografia
Laureato in economia e commercio, ha svolto la professione di dirigente d’azienda.
Alle elezioni politiche del 2001 è eletto deputato con la lista Abolizione scorporo collegata a Forza Italia. È stato membro, dal 2001 al 2006, della X Commissione attività produttive e commercio.